# Calibrador de altura con vernier

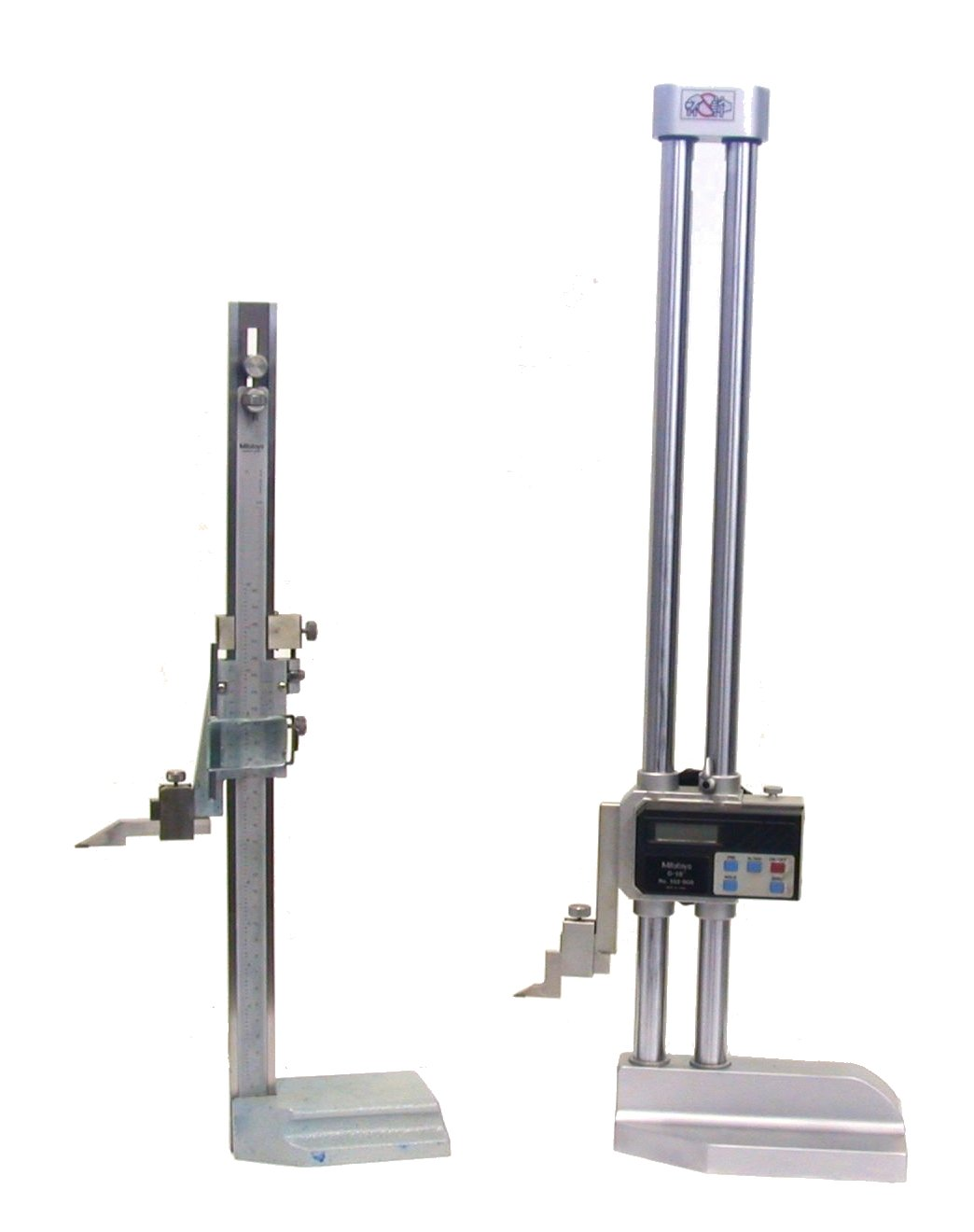
Gramil normal y gramil digital

El gramil o calibrador de altura con vernier es un instrumento de medición y trazado que se utiliza en los laboratorios de metrología y control de calidad, para realizar todo tipo de trazado en piezas como por ejemplo ejes de simetría, centros para taladros, excesos de mecanizado etc.
- Consta de una columna principal, que está graduada en centímetros y milímetros, por la que se desliza el calibre trazador que lleva incorporado un vernier de precisión. La punta del calibre es de metal duro. Su constitución es robusta para garantizar un buen desempeño al momento de utilizar el instrumento sin riesgo de fractura o dobles.
- Este tipo de gramil puede ser intercambiado por un reloj palpador de nivelación, para comprobar el paralelismo u horizontalidad de superficies planas..